# Żodzie
Żodzie [ˈʐɔd͡ʑe] est un village polonais de la gmina de Mońki dans le powiat de Mońki et dans la voïvodie de Podlachie. 